# Macrocalamus jasoni
Macrocalamus jasoni là một loài rắn trong họ Rắn nước. Loài này được Grandison mô tả khoa học đầu tiên năm 1972.